# Олег Бабенко
Олег Бабенко (нар. 25 червня 1968, Рибниця) — політик, викладач і доктор філософії з Республіки Молдова.

## Професійна діяльність
Олег Бабенко був ректором Славонського університету в 1997–2001 роках, а потім у 2005–2008 роках.

## Політична діяльність
Олег Бабенко був депутатом парламенту Республіки Молдова з 2009 по 2014 роки, обраний за списками Комуністичної партії, а в період 2001-2005 років він був заступником міністра освіти.
Він був членом ПКРМ з 2003 по 2012 роки, коли вийшов з партії разом з Вадимом Мішиним і Тетяною Ботнарюк. За його словами, серед причин, які змусили його вийти з ПКРМ, є те, що ПКРМ відмовилася від ідеї запровадити в Республіці Молдова російську мову як державну та відмова від ідеї Вступ Республіки Молдова до Союзу Росії та Білорусі.
У другій половині листопада 2014 року Олег Бабенко приєднався до Демократичної партії Молдови, мотивуючи своє рішення тим, що ДП поважає національні меншини і що це партія, яка пропагує «національні цінності та молдовську мову». Проте на парламентських виборах 30 листопада 2014 року в Республіці Молдова Бабенко балотувався на посаду депутата за списком партії «Відродження», посівши третє місце в списку після Василе Тарлєва та Вадима Мішина.

## Особисте життя
Олег Бабенко одружений, має двох дітей. . Олег Бабенко за національністю українець, розмовляє російською. Він є троюрідним братом лідера Придністров'я Євгена Шевчука (його батько доводиться двоюрідним братом матері Шевчука).

## Суперечки
25 лютого 2015 року Олега Бабенко було призначено директором Бюро міжетнічних відносин кабінетом Габурича, а після повстання громадської думки та депутата-ліберала Валеріу Мунтяну (Олег Бабенко був ректором під час навчання Габурича, а також за факт скандал 2011 року в цьому ж закладі), наступного дня, 26 лютого, Бабенко подав у відставку з особистих причин.

## Публікації
1. Бабенко О.А. Гуманитарное образование в Молдове: проблема модернизации. Вестник Славянского университета. – Chișinău, 1999. Выпуск 1. – Стр.4-13.
2. Бабенко О.А. «Новые герои» конца XX века. Вестник Славянского университета. – Chișinău, 1999. – Выпуск 3. – Стр.4 – 10.
3. Бабенко О.А. Лики героя. Философско-культурологический анализ. – Chișinău, 1999. –83 стр.
4. Бабенко О.А. «Совершенствовать образование…». Педагогический вестник. – Chișinău, 2000. Выпуск 1. – Стр.6-10.
5. Бабенко О.А. «Светоч» светит детям разных народов. Педагогический вестник. – Chișinău, 2000. Выпуск 2. – Стр.5-11.
6. Бабенко О.А. «Мы не одиноки на славянском поле». Педагогический вестник. – Chișinău, 2001. Выпуск 3-4. – Стр.2-4.
7. Бабенко О.А. Дела давно минувших дней. – Chișinău, 2001. Выпуск 2. – Стр.93 – 96.
8. Бабенко О.А. Высшее образование в Республике Молдова. Сборник работ «Высшая школа стран СНГ». – Воронеж, 2001. – Стр.12-14.
9. Бабенко О.А. Герои в культуре посттрадиционного общества. Вестник Славянского университета. Выпуск 2. – Кишинев, 1999. – 10 стр.
10. Бабенко О.А. История средневекового города. – Chișinău, 1999. – 260 стр.
11. Бабенко О.А. Единство духовной традиции. Республиканский Центр истории, культуры и медицины стран Востока «Orient» - Университет востоковедения. – Chișinău, 2001. – Стр.35 – 40.
12. Бабенко О.А., Назария С., Удовенко Д.В. Россия в системе международных отношений на рубеже XX – XXI веков, 2005.
13. Бабенко О.А. Гуманитарное образование в Молдове: проблема модернизации. Вестник Славянского университета. – Chișinău, 1999. Выпуск 1. – Стр.4-13.
14. Бабенко О.А. «Новые герои» конца XX века. Вестник Славянского университета. – Chișinău, 1999. – Выпуск 3. – Стр.4 – 10.
15. Бабенко О.А. Лики героя. Философско-культурологический анализ. – Chișinău, 1999. –83 стр.
16. Бабенко О.А. «Совершенствовать образование…». Педагогический вестник. – Chișinău, 2000. Выпуск 1. – Стр.6-10.
17. Бабенко О.А. «Светоч» светит детям разных народов. Педагогический вестник. – Chișinău, 2000. Выпуск 2. – Стр.5-11.
18. Бабенко О.А. «Мы не одиноки на славянском поле». Педагогический вестник. – Chișinău, 2001. Выпуск 3-4. – Стр.2-4.
19. Бабенко О.А. Дела давно минувших дней. – Chișinău, 2001. Выпуск 2. – Стр.93 – 96.
20. Бабенко О.А. Высшее образование в Республике Молдова. Сборник работ «Высшая школа стран СНГ». – Воронеж, 2001. – Стр.12-14.
21. Бабенко О.А. Герои в культуре посттрадиционного общества. Вестник Славянского университета. Выпуск 2. – Кишинев, 1999. – 10 стр.
22. Бабенко О.А. История средневекового города. – Chișinău, 1999. – 260 стр.
23. Бабенко О.А. Единство духовной традиции. Республиканский Центр истории, культуры и медицины стран Востока «Orient» - Университет востоковедения. – Chișinău, 2001. – Стр.35 – 40.
24. Бабенко О.А., Назария С., Удовенко Д.В. Россия в системе международных отношений на рубеже XX – XXI веков.
25. Бабенко О.А. Качественное образование  - приоритет устойчивого развития. Сборник материалов по итогам научно-практической конференции и V московского международного совещания образовательных учреждений (Москва, апрель 2006 г.) – Moscova: Издательский дом «Этносфера», 2006. -238 с. (36-38)
26. Бабенко О.А. Язык укрепляет духовное родство людей.  Русский язык в диалоге культур. Сборник материалов по итогам Международного педагогического форума и II конференции Международного педагогического общества в поддержку русского языка (Москва, 4-5 октября 2006 года). – Moscova: Издательский дом «Этносфера», 2007.- 177с. (63-66)
27. Альбом «Памятники русской культуры и истории в Молдове». - Chișinău, 2009.
28. Альбом «Памятники славы на территории Молдовы 1941-1945». - Chișinău, 2010.

## Зовнішні посилання
- Профіль на сайті парламенту (стара версія)